# 大葉木犀
大葉木犀（学名：Osmanthus matsumuranus），又名長葉木犀、牛矢果，为木犀科木犀屬下的一种常綠小喬木，產華南及台灣全島，分布中南半島， 台灣全島低至中海拔闊葉林中可見。

## 描述
小枝光滑，葉對生，長橢圓形至倒披針形，葉革質，葉全緣，稀鋸齒緣，先端漸尖，基部楔形，側脈明顯，葉長10~14cm。
圓錐花序，花腋生，花瓣白色，萼裂片披針形，花冠鐘形，四裂，展開，雄蕊著生花冠上，兩枚，花藥兩室，子房上位，花期在五月；核果長橢圓形，長2cm，具長果梗，成熟時為紫黑色，果期九月到十二月。

## 扩展阅读
- 維基物種上的相關：大葉木犀